# Braceville (Illinois)
Braceville – wieś w Stanach Zjednoczonych, w stanie Illinois, w hrabstwie Grundy.

## Demografia
Zgodnie ze spisem statystycznym z 2000, miasto liczyło 792 mieszkańców. W roku 2023 liczba mieszkańców spadła do 723 osób, a gęstość zaludnienia poniżej 213 osób/km².